# 大连中央邮便局旧址
大清银行大连支店旧址，又名中国银行大连支行旧址，位于辽宁省大连市中山区长江路134号，胜利桥南广场东南角。现为中国联通胜利桥营业厅。

## 历史
1900年10月26日，俄国人在此设立达里尼邮政电报局。日俄战争后，由日军辽东守备军邮便部接管。大连中央邮便局建于1929年-1930年，由关东厅土木课的臼井健三设计，地上四层，建筑面积9194平米。黄褐色面砖贴面。1945年8月由苏军军管。1946年3月，大连市政府接收。曾长期作为大连市邮政局办公楼使用。

## 保护
2003年9月29日，大连中央邮便局旧址公布为第五批大连市文物保护单位。
2014年10月，大连中央邮便局旧址公布为第九批辽宁省文物保护单位，编号9-228。